# Jackie Swanson
Pour les articles homonymes, voir Swanson.
Jackie Swanson est une actrice américaine née le 25 juin 1963 à Grand Rapids au Michigan.

## Filmographie

### Cinéma
- 1987 : L'Arme fatale : Amanda Hunsaker
- 1987 : Slam Dance : la fille mystèrieuse
- 1987 : La Vengeance des monstres : la locataire
- 1987 : Neige sur Beverly Hills : une invitée à la fête
- 1988 : L'Homme enragé : Carrie Marks
- 1994 : Oblivion : Mattie Chase
- 1996 : Oblivion : Mattie Chase
- 2000 : Artie : Dana Wilson
- 2007 : La Guerre selon Charlie Wilson : un socialiste texan
- 2023 : You People : une invitée

### Télévision
- 1988 : Prince charmant : Candy (1 épisode)
- 1989-1993 : Cheers : Kelly Gaines (24 épisodes)
- 1990 : Vic Daniels, flic à Los Angeles : Miss Carpen (1 épisode)
- 1991 : Baby Talk : Stella (3 épisodes)
- 1992 : Les Craquantes : Tracy (1 épisode)
- 2001 : New York Police Blues : Trish Howlett (1 épisode)
- 2005 : Cold Case : Affaires classées : Sarah en 1993 (1 épisode)
- 2022 : Welcome to Chippendales : une groupie (1 épisode)